# Estero El Peuco
El estero El Peuco o río El Peuco es un río de Chile central, región de Valparaíso, comuna de Santo Domingo.
La cuenca del estero El Peuco, es la más pequeña de las cuencas que pertenecen al humedal El Yali y se encuentra entre el estero El Yali y el estero Tricao.

## Trayecto
El mapa del Instituto Geográfico Militar no nombra el estero El Peuco, lo que si hace el mapa de ubicación en el infobox de la derecha.

## Población, economía y ecología
En su ribera se encuentra una formación vegetal constituida por especies autóctonas, preferentemente arbustivas, conocida como xerófita,, representado por especies como Petra, Chilco, Nalca y Helechos,  este es uno de los factores para incluir este estero entre los 56 sitios prioritarios para la conservación de la región.